# Вудберн (Кентаки)
Вудберн (енгл. Woodburn) град је у америчкој савезној држави Кентаки.

## Демографија
По попису из 2010. године број становника је 355, што је 32 (9,9%) становника више него 2000. године.
| Група             | 2000.       | 2010.       |
| Белци             | 304 (94,1%) | 336 (94,6%) |
| Афроамериканци    | 17 (5,3%)   | 6 (1,7%)    |
| Азијати           | 0 (0,0%)    | 0 (0,0%)    |
| Хиспаноамериканци | 1 (0,3%)    | 7 (2,0%)    |
| Укупно            | 323         | 355         |